# Le Martinet
Le Martinet település Franciaországban, Gard megyében. Lakosainak száma 739 fő (2022. január 1.). Le Martinet Laval-Pradel, Portes, Robiac-Rochessadoule és Saint-Florent-sur-Auzonnet községekkel határos.

## Népesség
A település népességének változása:
| Lakosok száma | 1705 | 953  | 844  | 789  | 847  | 806  | 750  | 741  | 779  | 739  |
|               | 1968 | 1982 | 1990 | 2006 | 2013 | 2015 | 2017 | 2019 | 2020 | 2022 |